# Paüls
Paüls (em catalão e oficialmente) , Pauls ou Paúls (em castelhano) é um município da Espanha na comarca do Baixo Ebro, província de Tarragona, comunidade autónoma da Catalunha. Tem 43,8 km² de área e em 2021 tinha 563 habitantes (densidade: 12,9 hab./km²).

## Demografia
| Variação demográfica do município entre 1991 e 2004 [carece de fontes?] | Variação demográfica do município entre 1991 e 2004 [carece de fontes?] | Variação demográfica do município entre 1991 e 2004 [carece de fontes?] | Variação demográfica do município entre 1991 e 2004 [carece de fontes?] |
| ----------------------------------------------------------------------- | ----------------------------------------------------------------------- | ----------------------------------------------------------------------- | ----------------------------------------------------------------------- |
| 1991                                                                    | 1996                                                                    | 2001                                                                    | 2004                                                                    |
| 728                                                                     | 651                                                                     | 629                                                                     | 615                                                                     |